# Nyingma

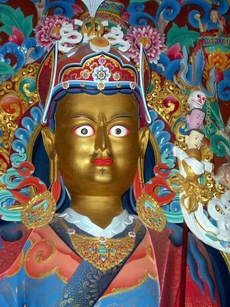
Estátua de Padmasambhava, próximo de Kullu, Índia.

Nyingma literalmente significa "antiga". Foi a primeira escola do budismo a se desenvolver no Tibete por volta do século VII/VIII DC, através do mestre Padmasambhava, conhecido como Guru Rinpoche, o segundo Buda.
Diz-se que ele é o segundo Buda porque o próprio Siddhartha Gautama havia previsto que um segundo iluminado viria para completar e expandir os ensinamentos Vajrayana que ele havia dado de forma muito restrita. Em algumas fontes é dito que Guru Rinpoche seria mesmo uma nova encarnação do Buda Shakyamuni.
De qualquer forma, os ensinamentos de Guru Rinpoche realmente completam e expandem os de Buda Shakyamuni, em nenhum momento havendo contradição. Desta forma Guru Rinpoche é visto como o próprio Buda nas tradições do budismo tibetano, especialmente na escola Nyingma. Ele desenvolveu inúmeros métodos de remoção de obstáculos, alguns transmitidos na sua época, outros escondidos para que no futuro pudessem ser usados pelos seres que tivessem a conexão apropriada com ele. 
E, assim, a partir dos anos e séculos, inúmeros tesouros (como são chamados os ensinamentos e práticas deixados por Guru Rinpoche) foram sendo descobertos e utilizados . Especialmente na nossa época, onde estamos tão vulneráveis a emoções perturbadoras e destrutivas, seus métodos são extremamente importantes e úteis. Seus tesouros conduzem o praticante desde à remoção de obstáculos em sua vida até à iluminação total, onde ele então será plenamente capaz de beneficiar todos os seres e também conduzi-los à iluminação.
Assim sendo, desde o Guru Padmasambhava, esses ensinamentos têm sido transmitidos de mestre a discípulo, havendo, no entanto, um período onde estes ensinamentos estavam escondidos. Devido a essa linhagem de transmissão, o relacionamento com um mestre espiritual é de extrema importância. Nas tradições tibetanas, o mestre é o Lama e confiar e seguir seus ensinamentos é fundamental. É dito que é raríssimo se alcançar a iluminação sem o relacionamento com um mestre, o Lama. Sem esse relacionamento, é muito comum o aluno se perder em meio a confusão de suas emoções, ideias e conceitos, ficando ainda mais perdido na roda do samsara.
Desta maneira, sem as bençãos da transmissão de um Lama, não devemos estudar profundamente os ensinamentos desta linhagem, sendo o ideal se procurar um mestre qualificado que possa transmiti-los. 
No Brasil, tivemos a oportunidade de receber estes ensinamentos e de termos aqui no continente sul-americano uma base para práticas, retiros e transmissões. Os ensinamentos de Guru Rinpoche chegaram até nós principalmente através da imigração do lama tibetano Chagdud Tulku Rinpoche, que se exilou do seu país natal, o Tibete, juntamente com milhares de tibetanos e o próprio Dalai Lama, após a invasão chinesa em 1950-51.